# Estadio Pablo Patricio Bogarín
El Estadio Pablo Patricio Bogarín es un estadio de fútbol de Paraguay que pertenece al club Cristóbal Colón. Está ubicado sobre la ruta Acceso Sur y la calle Cristóbal Colón, a unos 2,2 km del centro urbano de la ciudad de Ñemby y tiene una capacidad aproximada para 2500 espectadores.
El nombre del estadio es en honor a uno de los fundadores y el primer presidente del club, el señor Pablo Patricio Bogarín.